# Floorball-Bundesliga 2011/12
Die Floorball-Bundesliga 2011/12 war die 18. Spielzeit um die deutsche Floorball-Meisterschaft auf dem Großfeld der Herren. Ihr offizieller Sponsorenname war 1. MaXxPrint Floorball Bundesliga Saison 2011/2012. Die Red Devils Wernigerode gingen als Titelverteidiger in die Saison, verloren jedoch im Finale gegen den UHC Weißenfels mit 2:3. Der UHC wurde somit zum 9. Mal Deutscher Meister.
Die Saison begann am 17. September 2011.

## Teilnehmer
Teilnehmer:
- UHC Sparkasse Weißenfels
- Red Devils Wernigerode
- BAT Berlin
- MFBC Leipzig
- ETV Piranhhas
- Floor Fighters Chemnitz
- TV Lilienthal (Aufsteiger)
- Unihockey Igels Dresden (Aufsteiger)

## Modus
In der Hauptrunde spielt jedes Team jeweils zweimal (Hin- und Rückspiel) gegen jedes andere. Die Meister- und Abstiegsrunden entfallen seit dieser Saison. In den Play-offs spielt der 1. gegen den 4. und der 2. gegen den 3. in einem Best-of-5-Modus. Die beiden Gewinner ermitteln dann ebenfalls in einem Best-of-5-Modus den Deutschen Floorball-Meister. Die letzten vier Mannschaften der Tabelle nach der Hauptrunde müssen in die Play-downs. Dort spielt der 5. gegen den 8. und der 6. gegen den 7. in einem Best-of-3-Modus. Dabei erhält der niedriger Platzierte im 1. Spiel das Heimrecht. Die beiden Verlierer spielen dann ebenfalls in einem Best-Of-3-Modus.

## Abschlusstabelle
| Pl. | Verein                      | Sp. | S  | U | N  | SDS | SDN | Tore   | Diff. | Pkt. |
| --- | --------------------------- | --- | -- | - | -- | --- | --- | ------ | ----- | ---- |
| 01. | UHC Sparkasse Weißenfels    | 14  | 11 | 0 | 01 | 01  | 01  | 148:60 | +088  | 36   |
| 02. | MFBC Leipzig                | 14  | 10 | 0 | 03 | 01  | 0   | 106:74 | +032  | 32   |
| 03. | Red Devils Wernigerode (M)  | 14  | 10 | 0 | 03 | 0   | 01  | 118:72 | +046  | 31   |
| 04. | ETV Piranhhas               | 14  | 07 | 0 | 06 | 0   | 01  | 92:86  | +06   | 22   |
| 05. | BAT Berlin                  | 14  | 06 | 0 | 08 | 0   | 0   | 92:124 | −032  | 18   |
| 06. | Floor Fighters Chemnitz     | 14  | 05 | 0 | 9  | 0   | 0   | 62:113 | −051  | 15   |
| 07. | Unihockey Igels Dresden (N) | 14  | 03 | 0 | 11 | 0   | 0   | 88:118 | −030  | 11   |
| 08. | TV Lilienthal (N)           | 14  | 01 | 0 | 13 | 0   | 0   | 65:124 | −059  | 03   |

| Legende                     |
| --------------------------- |
| Teilnahme an den Play-Offs  |
| Teilnahme an den Play-downs |
| (M) Titelverteidiger        |
| (N) Aufsteiger              |

## Play-offs

### Halbfinale
|                          | Gesamt |                        | Spiel 1 | Spiel 2 | Spiel 3 | Spiel 4 | (Spiel 5) |
| ------------------------ | ------ | ---------------------- | ------- | ------- | ------- | ------- | --------- |
| MFBC Leipzig             | 2:3    | Red Devils Wernigerode | 3:8     | 6:9     | 7:6     | 6:5     | 5:6 SD    |
| UHC Sparkasse Weißenfels | 3:0    | ETV Piranhhas          | 9:4     | 11:2    | 5:4 SD  |         |           |

### Finale
|                          | Gesamt |                        | Spiel 1 | Spiel 2 | Spiel 3 | Spiel 4 | (Spiel 5) |
| ------------------------ | ------ | ---------------------- | ------- | ------- | ------- | ------- | --------- |
| UHC Sparkasse Weißenfels | 3:2    | Red Devils Wernigerode | 8:4     | 3:5     | 6:7 SD  | 9:5     | 8:5       |

Damit ist der UHC Sparkasse Weißenfels Siegen Deutscher Floorball-Meister 2012.

## Play-downs

### Halbfinale
|                         | Gesamt |                         | Spiel 1 | Spiel 2 | (Spiel 3) |
| ----------------------- | ------ | ----------------------- | ------- | ------- | --------- |
| TV Lilienthal           | 1:2    | SGBA Tempelhof Berlin   | 5:15    | 6:4     | 8:13      |
| Unihockey Igels Dresden | 2:0    | Floor Fighters Chemnitz | 16:8    | 11:6    |           |

### Finale
|               | Gesamt |                         | Spiel 1 | Spiel 2 | (Spiel 3) |
| ------------- | ------ | ----------------------- | ------- | ------- | --------- |
| TV Lilienthal | 0:2    | Unihockey Igels Dresden | 3:13    | 5:7     |           |

Da die Liga allerdings auf 10 Mannschaften aufgestockt wird, musste der TV Lilienthal nicht absteigen.